# Metilpirrolidona

Metilpirrolidona, ou N-metil-2-pirrolidona (de onde a sigla NMP), ou 1-metil-2-pirrolidona, ou ainda m-pirrola ou o nome comercial de pharmasolve. É um composto químico com uma estrutura de lactama de 5 membros. É um líquido claro a levemente amarelado miscível com água e solventes tais como acetato de etila, clorofórmio benzeno e álcoois e cetonas de poucos carbonos ("baixos"). Também pertence a uma classe de solventes dipolares apróticos os quais incluem também a dimetilformamida, dimetilacetamida e dimetilsulfóxido.
A N-metilpirrolidona é usada para recuperar hidrocarbonetos puros durante o processamento de produtos petroquímicos (tal como a recuperação de 1,3-butadieno usando-se NMP como um solvente de destilação extrativa) e na dessulfurização de gases. Devido a suas boas propriedades solventes a N-metil-2-pirrolidona é usada para dissolver um ampla variedade de substâncias químicas, especialmente no campo dos polímeros. É também usada como um solvente para o tratamento de superfície de têxteis, resinas e plásticos revestindo metais como um removedor de pintura. Na indústria farmacêutica, N-metil-2-pirrolidona é usada na formulação de drogas tanto de rotas de aplicação oral como transdermal.